# 魔法の代償
魔法の代償（The Price of Gold）は、アメリカのファンタジー・テレビドラマ 、ワンス・アポン・ア・タイムシリーズの第4話である。物語は架空の海沿いの街、メイン州のストーリーブルックで繰り広げられる。住人たちは本当は色々なおとぎ話の登場人物であるが、強力な呪いにより"現実の世界"へと連れてこられたのである。4話ではストーリーブルックから出ようとする若い妊婦(ジェシー・シュラム)を手助けするエマ(ジェニファー・モリソン) とゴールド(ロバート・カーライル)がおとぎの世界でかわしたシンデレラ(シュラム)との取引について描かれている。
本エピソードは脚本がデヴィッド・H・グッドマンで、監督がデヴィッド・ソロモンである。グッドマンはエマの背景を描くにあたりシンデレラという新しいキャラクターを用いた。シュラムがキャスティングされたということは2011年8月に発表され、シンデレラのストーリーは伝統的なおとぎ話とは異なるものであるということもわかった。グッドマンはシンデレラをとても繊細で自らより悪い状況に陥る悪い選択をしてしまうようなキャラクターとして描いた。
"魔法の代償"は2011年11月13日に放送された。約1133万人の人が視聴し同時間帯で２位を記録した。さらに、１週間で１７番目に多く見られた番組となった。

## あらすじ

### オープニング映像
シンデレラに登場するフェアリー・ゴッドマザーが森に現れる。

### おとぎの世界
魔法の森では、シンデレラ（エラ）がフェアリー・ゴッドマザーに願いをかなえてもらうところであった。しかし、フェアリー・ゴッドマザーはルンペルシュティルツキン(ロバート・カーライル)に殺害され、杖を奪われてしまう。
ルンペルシュティルツキンはエラ（ジェシー・シュラム）の家を逃げ出す願いをかなえてやるかわりに、契約書にサインをさせた。ルンペルシュティルツキンはエラを素敵な女性に変え、ガラスの靴を与えたと同時に、すべての魔法には代償がともなうと警告する。
数か月後、エラと彼女の夫となるトーマス王子（ティム・フィリップス）の結婚披露宴で白雪（ジニファー・グッドウィン）とチャーミング王子（ジョシュ・ダラス）は２人の結婚を祝った。
そして、ルンペルシュティルツキンは金や金品ではなく最初の子供を要求した。
エラはトーマスにルンペルシュティルツキンとの契約のことを話す。子供を守るため、トーマス、チャーミング、グランピー、ブルーフェアリー（キーガン・コナー・トレイシー）は別の契約書のサインをさせることでルンペルシュティルツキンを捕える作戦を考える。
数時間後、エラとルンペルシュティルツキンは契約のサインのために会う。エラはルンペルシュティルツキンに子供は双子で王国の繁栄と引き換えにもう一人の子も渡すという。
懐疑的なルンペルシュティルツキンはなんとか納得し、契約書にサインをしたが、ブルー・フェアリーの作った赤い羽根ペンにより、ルンペルシュティルツキンは力を失う。
ルンペルシュティルツキンは捕えられてが、その直後トーマスは姿を消す。エラはルンペルシュティルツキンに何が起こったのか説明を求めるが、何もしていないと答える。すべての魔法には代償が伴うと改めて伝え、元の契約を守らなければ２度とトーマスとは会えないと告げる。

### ストーリーブルック
グラハム保安官（ジェイミー・ドーナン）はエマ(ジェニファー・モリソン)に保安官代理にならないかとオファーする。レジーナ（ラナ・パリラ）はエマにエマが町にとどまることはもうどうでもいいといいが、エマの生活スタイルはよくないと批判する。エマは１９歳の妊婦のメイドのアシュレイ・ボイドに出会う。彼女は彼女自身とその子に未来はないと嘆く。
エマはアシュレイに若いうちに子供を持つ気持ちはわかると伝える。エマはアシュレイに責任を持って生活を変えるように促す。ある日の午後、アシュレイはゴールドの店に押し入り、契約書を盗み出す。
しかし、ゴールドに出くわしてしまいとめられる。アシュレイはゴールドに攻撃し、床に倒れさせたまま店を去る。次の日、ゴールドはエマにアシュレイを追い詰めるよう要求する。ゴールドはアシュレイが自分のものを盗んで持っていて、かつ、アシュレイは不安定になっていると訴える。
エマはしぶしぶ了承し、ルビー（ミーガン・オリー）からアシュレイは元彼・ショーンのところに立ち寄ったはずであるという情報を手に入れる。エマはショーンのもとに行き、彼とその父親と話し、父親がショーンにアシュレイとかかわるなと言っていることがわかる。
エマはルビーがアシュレイにストーリーブルックを出てボストンにいくための車を貸していることに気付く。エマとヘンリー（ジャレッド・S・ギルモア）は町の境界線付近で事故車を発見し、アシュレイが出産しそうになっているのに気が付く。
病院へ戻り、アシュレイは女の子を産む。ちょうどそのタイミングでゴールドが目的のものを取りに現れる。エマはゴールドに子供を連れて行くなら、法的な問題になり、大変なお金がかかってしまうということを告げる。
するとゴールドはエマに子供はあきらめる代わりに、エマが言うとおりにするという契約を持ちかけ、エマは賛成する。エマが去った後、子どもを見にショーンが現れ、２人は子供をアレキサンドラと名付ける。
そして、エマはグラハムの提案を受け、保安官代理になる。グラハムが電話で話しているのはシャワーを出たところで、レジーナと過ごしているところであった。

## 制作
第４話はデヴィッド・H・グッドマン脚本、デヴィッド・ソロモン監督である。グッドマンはシンデレラのストーリを用い、フラッシュバックシーンのないエマの性格を描いた。
モリソンはアシュレイ/シンデレラはエマがかかわるべきキャラクターであると述べた。製作総指揮のスティーブ・パールマンはまだ途中からでも見られるように１話完結型を推奨した。
インタビューで彼は「魔法の代償」を例にだし、「この話の最初でシンデレラの紹介をし、最終的に物語を進行させている。そこにエマに関しては少し継続性を含んでいる。」パールマンは加えて、「他にもシンデレラの話の詳細とは何も関係なく、物語のキャラクターを形作るような紆余曲折が途中にある。うまくいけばシーズンを通して毎週積み上げたものが、視聴者にメインキャラクター達に新たな感情を持ちまた見たいと思わせられる。」と述べた。
2011年8月、Zap2itは２５歳の女優ジェシー・シュラムがシンデレラとして新たに登場すると発表した。伝統的なおとぎ話では、シンデレラは継母や義理の姉妹につかえており、フェアリー・ゴッドマザーの助けを得て王子と結婚するが、ワンス・アポン・ア・タイムでは別の描かれ方をする。
シュラムは彼女のとても優しい性格は彼女が人生の中で誰かを失ってしまうという不幸の中で気付いたものである。視聴者がみるシンデレラは彼女が今いる状況から抜け出したくてたまらない様が描写されている。そのため、彼女はよくない決断をしてしまったり、さらに悪い状況に陥ってしまう。
彼女は養育を通して成熟していくが、ほとんど一人で、世間知らずである。この話は小説版にも収録されている。

## 文化的反響
エマは２年間タラハシーに住んでいたと述べた。それはLostの"タラハシーから来た男"を意識したものである。ルビーの車にはオオカミの飾りがあり、それは彼女のキャラクター赤ずきんの敵であるオオカミを参照したものである。ヘンリーはLostの脚本を担当したデイモン・リンデレフの本を読んでいた。

## 反響・評価

### 反響
魔法の代償は2011年11月13日に放送された。18-49歳のアンケートで3.9/9というスコアとなった。これは、18-49歳の人々の3.8％がこの番組を見ており、18-49歳の人々の9％がテレビを見ていたという意味である。
すべての視聴者では、6.8/10というスコアであった。また、約1133万人の人が視聴し同時間帯で２位を記録した。さらに、１週間で１７番目に多く見られた番組となった。
カナダでは週間１６位となり、159万人が視聴した。前の話の173万人からは減少した。

### 評価

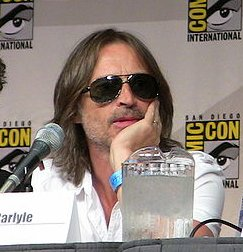

アンドレア・レイハーは「もう１つの優れた話」と評し、4つ中3位にランク付けした。彼女はカリスマ的で魅力的なロバート・カーライルを評価したが、シュラムやほかのゲストをもう少し見たいと述べた。シャウナ・マーフィーはなぜハッピーエンドを迎えられない呪いの影響を受けているのにもかかわらずアシュレイとショーンはハッピーエンドを迎えたのかと困惑した。
またこの話はマーフィーにシンデレラがルンペルシュティルツキンとした最初の契約と比べることで大胆で明るい白雪姫を評価させた。クリスティーン・オーランドは衝撃は受けなかったものの、エマがいとも簡単にゴールドの策略にはまったことに驚いた。オーランドは加えて、レジーナのわずかな登場を「他に誰が、ココアを召し上がれを脅迫めいたものに聞かせられることができるのか」と楽しんだ。
エイミー・ラトクリフは10点中6.5点をつけ、「おとぎ話のキャラクターが伝統的な話とは異なる状況で出てくるのはとてもいい」と述べた。ラトクリフは加えて、「異なる世界の転換は自然に感じるし、それを止めるべきではない。しかし、メインストーリーの速さを速めてほしい」と述べた。
オリヴァー・サヴァはBという評価を与え、ここまでで一番よかったと述べながらも、一部批判をした。これまでの話と比べて、「魔法の代償」はよくなっている。なぜなら、本来のおとぎ話とは離れたものであったから。彼はカーライルを称賛したが、レジーナが「こっけい」であると述べた。
サヴァはゴールドマンが先週の話に比べて現実とおとぎ話の並行が不自然でなくなっていて、良い仕事をしていると述べた。